# Guandian (köpinghuvudort i Kina, Hubei Sheng, lat 30,24, long 110,04)
Guandian (kinesiska: 官店, 官店镇) är en köpinghuvudort i Kina. Den ligger i provinsen Hubei, i den centrala delen av landet, omkring 410 kilometer väster om provinshuvudstaden Wuhan. Antalet invånare är 41 508. Befolkningen består av 20 792 kvinnor och 20 716 män. Barn under 15 år utgör 20,0 %, vuxna 15-64 år 67 %, och äldre över 65 år 12,0 %.
Runt Guandian är det ganska tätbefolkat, med 80 invånare per kvadratkilometer. Guandian är det största samhället i trakten. I omgivningarna runt Guandian växer i huvudsak blandskog.
Genomsnittlig årsnederbörd är 1 647 millimeter. Den regnigaste månaden är september, med i genomsnitt 273 mm nederbörd, och den torraste är december, med 22 mm nederbörd.